# Aleksandra Radziszewska
Aleksandra Radziszewska (ur. 1954 w Bartoszycach, zm. 5 maja 2012 w Gdańsku) – polska artystka malarka, absolwentka Akademii Sztuk Pięknych w Gdańsku. Uprawiała malarstwo sztalugowe w nurcie sztuki tzw. „nowej prywatności”.

## Życiorys
Dzieciństwo spędziła w Sępopolu. W 1973 ukończyła Liceum Plastyczne w Gdyni Orłowie. W latach 1976–1981 studiowała na Wydziale Malarstwa Państwowej Wyższej Szkoły Sztuk Plastycznych (obecnie: Akademia Sztuk Pięknych) w Gdańsku. Dyplom z wyróżnieniem uzyskała w roku 1981 w pracowni prof. Jerzego Zabłockiego.
W latach 1983 i 1986 otrzymała stypendium Ministra Kultury i Sztuki. W 1985 roczny pobyt i wystawa w Nowym Jorku.
Jej prace pokazywane były na kilkudziesięciu wystawach indywidualnych, m.in. w Berlinie, Norymberdze, Lampertheim, Frankfurcie, Warszawie, Gdańsku, Sopocie, Portland i Nowym Jorku oraz wielu wystawach zbiorowych, m.in. w Lubece, Paryżu, Marbelli, Bremie, Düsseldorfie, Turku, Szczecinie, Warszawie. Dzieła artystki znajdują się w Muzeum Kartofla w Monachium, a także w kolekcjach prywatnych w kraju i za granicą.
Mieszkała w Gdańsku. Była żoną Mieczysława Olszewskiego, profesora ASP w Gdańsku. Miała syna i córkę. W 2008 roku przeżyła udar mózgu, spowodowany rzadką chorobą autoimmunologiczną, który pozostawił ją całkowicie sparaliżowaną, lecz pamięć i świadomość pozostały nietknięte. Zmarła we własnym domu 5 maja 2012.

## Twórczość
Uprawiała malarstwo sztalugowe w nurcie sztuki tzw. „nowej prywatności”. Znaczące cykle to: Pejzaże posłań i Owoce intymności.

## Wystawy indywidualne
- 1981 – BWA – Gdańsk
- 1982 – BWA – Gdynia
- 1982 – Galeria Getwine – Zwingenberg
- 1983 – BWA – Gdańsk
- 1984 – Galeria GTPS – Gdańsk
- 1985 – Stara Prochownia – Warszawa
- 1985 – Galeria „Freunde der Kunst” – Frankfurt
- 1985 – „Bed & Breakfast”– Lampertheim“
- 1995 – AOK – Dusseldorf
- 1996 – Galeria T&T – Norymberga
- 1998 – Galeria Trabant – Portland (USA)
- 1999 – Galeria Triada – Sopot
- 1999 – Hotel Schloss, Radisson SAS – Gohren-Lebbin
- 1999 – Golf Club – Bensheim
- 2000 – Kleine Galerie Werkstatt – Berlin
- 2001 – Galeria Godyo – Jena
- 2001 – Dresdener Bank – Norymberga
- 2001 – Galeria „Kunst & Design” – Burgfelden
- 2001 – Art Galerie Fritzen – Herford
- 2001 – Kunst im Salz – Bad Friedrichshall
- 2001 – Galeria Plama – Gdańsk
- 2001 – „Bed & Breakfast” – Lampertheim“
- 2002 – Galeria Plama – Gdańsk
- 2002 – Galeria Triada – Sopot
- 2002 – Galeria Napiórkowskiej – Warszawa
- 2003 – Hotel Schloss, Radisson SAS – Fleesensee
- 2005 – Galeria Literacka – Gdańsk
- 2005 – Galeria Aagaard – Berlin
- 2009 – Galeria „Kunst & Design” – Burgfelden
- 2009 – Heide Spa – Heide (Niemcy)

Źródło:.

## Nagrody
- Nagroda Prezydenta Miasta Gdańska w Dziedzinie Kultury z okazji jubileuszu 30-lecia pracy artystycznej (2010)[2]